# Bobilla gullane
Bobilla gullane är en insektsart som beskrevs av Su, Y. och D.C.F. Rentz 2000. Bobilla gullane ingår i släktet Bobilla och familjen syrsor. Inga underarter finns listade i Catalogue of Life.